# Adélaïde de Vohbourg
 (décembre 2020).
Si vous disposez d'ouvrages ou d'articles de référence ou si vous connaissez des sites web de qualité traitant du thème abordé ici, merci de compléter l'article en donnant les références utiles à sa vérifiabilité et en les liant à la section « Notes et références ».
Adélaïde de Vohbourg (an allemand : Adela von Vohburg), née avant 1127 et morte après 1187 à l'abbaye de Weissenau en Souabe, fut duchesse de Souabe de 1147 puis reine de Germanie de 1152 jusqu'à 1153 par son mariage avec Frédéric I er de Hohenstaufen.

## Biographie
Elle est la fille de Diepold III de Vohbourg (1075–1146), margrave du Nordgau bavarois depuis 1093, et de sa première épouse Adélaïde, fille du duc Ladislas Ier de Pologne issue de la maison Piast. Elle hérita notamment de l'Egerland (regio Egere) qui était néanmoins confisqué par le roi Conrad III de Hohenstaufen à la mort de son père.
Pour légitimer l'acquisition et prendre soin de l'orpheline, le roi a fait que son neveu, le duc Frédéric III de Souabe, futur empereur Frédéric Barberousse, se mariait avec Adélaïde. Ce mariage donne bien plus de pouvoir à la maison de Hohenstaufen ; il a toutefois été malheureux. Adélaïde n'était pas présent au couronnement de son mari en 1152. Le divorce a été prononcé en 1153. 